# 间谍游戏
《间谍游戏》（英語：Spy Game）是一部在2001年上映的美国動作电影，由托尼·斯科特执导，罗伯特·雷德福和布莱德·彼特主演。這部電影在全球票房創下1.4亿美元的收入。

## 剧情简介
1991年，CIA探员汤姆·畢夏（布莱德·彼特饰）在中国私自执行的营救任务失败，被中国当局逮捕，并将于24小时内被處以死刑。这时正值美国总统即将访华，而中美之间要签署一些经贸协议，CIA高层不希望此事影响两国关系，打算牺牲汤姆。而在同一時間，帶領汤姆進入情報工作的資深探员納森·缪尔（罗伯特·雷德福饰）正准备退休安度晚年，结果因为汤姆的被捕而遭到CIA调查。表面上，CIA要求納森补充一些汤姆的背景资料，实际上是想从納森口中套出汤姆非死不可的確切证据以提供给白宫，好讓他們可以名正言順的牺牲汤姆。
納森在CIA的调查小组問話時，描述他与汤姆一起在世界各地出生入死的经历。原來納森与汤姆是在越戰期間認識的，之後在黎巴嫩內戰期間，納森派汤姆到貝魯特執行間諜任務。汤姆在貝魯特遇到他的真愛哈德利（嘉芙蓮·麥高瑪饰），但納森發現哈德利有參與中國駐英大使館的爆炸案，認為哈德利會危及汤姆的情報工作，兩人因此產生了嫌隙。後來納森將哈德利的行蹤告知中国政府，哈德利因此被中国当局逮捕，汤姆聞訊，便在未經批准的情況下展開营救任务，結果因露出馬腳而被逮捕。
納森得知CIA有意牺牲汤姆，决定利用手上的各种资源营救汤姆，并与CIA的调查小组展开周旋。最後他用自己的畢生積蓄賄賂中國官員切斷監獄的電源，並利用偽造的CIA局長簽名來出動美國海軍衝進監獄救人。當CIA高层得知哈德利和汤姆已經被救出時，納森早已離開CIA總部了。

## 花絮
- 影片中中国苏州附近的监狱是在英国牛津的一处1996年关闭的监狱中取得景，现已改造成豪华酒店。
- 冷战时期的德国柏林的镜头是在匈牙利的布达佩斯拍摄的。
- 影片中納森讓湯姆在5分鐘內趕到陽台的一段，源自前摩薩德特工維克托·奧斯特洛夫斯基的回憶錄，書中記載了特工的受訓內容。
- 20世纪80年代的黎巴嫩贝鲁特是在摩洛哥的卡萨布兰卡拍摄的，当时剧组本来准备在以色列的海法拍摄，但因阿克萨群众起义而被迫改在摩洛哥，越南战争的场面也是在摩洛哥拍摄的。
- 影片结尾的画面打出“in memory of Elizabeth Jean Scott”（纪念伊丽莎白·简·史考特），是为了纪念导演托尼·斯科特於2001年去世的母亲伊丽莎白·简·史考特。